# Kathleen Lonsdale
Dame Kathleen Lonsdale, DBE FRS, nascuda com Kathleen Yardley (28 de gener de 1903 - 1 d'abril de 1971), va ser una cristal·lògrafa britànica d'origen irlandès que va establir l'estructura del benzè per mètodes de difracció de raigs X el 1929, i el hexaclorobenzè per mètodes espectrals de Fourier el 1931.
A més, durant la seva carrera va aconseguir una sèrie de primícies com a dona científica en ser la primera dona triada membre de la Royal Society, la primera dona professor titular del Universitat College de Londres, la primera dona presidenta de la Unió Internacional de Cristal·lografia, i la primera dona president de l'Associació Britànica per a l'Avanç de la Ciència.

## Biografia
Kathleen Lonsdale va néixer en Newbridge, al Comtat de Kildare (Irlanda), sent l'última de deu fills de Harry Yardley, l'administrador de correus de la ciutat, i Jessie Cameron. L'alcoholisme del pare va fer que la seva mare s'emportés la família a Anglaterra quan Kathleen tenia cinc anys. Primer va estudiar en el col·legi Woodford County solament per a alumnes; com Kathleen es va interessar per les matemàtiques i les ciències, va haver d'anar-se'n a Ilford County High School, un col·legi masculí.
Va obtenir la seva llicenciatura del Bedford College for Women el 1922 amb les notes més altes des de feia deu anys, i es va graduar en física amb un mestratge del University College de Londres el 1924. Després es va unir a l'equip de recerca de cristal·lografia encapçalat per William Henry Bragg en la Royal Institution. L'any 1927 va obtindre el màster en ciències per la determinació estructural dels derivats de l'età i es va casar amb Thomas Jackson Lonsdale amb qui va tenir tres fills - Jane, Nancy i Stephen - l'últim dels quals es va convertir en metge i va treballar durant diversos anys en Malaui.

## Carrera científica i reconeixements
Després d'un període que va dedicar a la criança dels seus fills, Kathleen Lonsdale va tornar al treball a mitjans de la dècada dels 30 a la Universitat de Leeds; també va tornar a treballar amb Bragg, qui havia aconseguit finançament per tal de contractar-la, ja que, fins aquell moment no havia cobrat per la seva feina, a la Royal Institution el 1934. A més de descobrir l'estructura del benzè i hexaclorobenzè, Lonsdale també va treballar en la síntesi dels diamants. Va fer un ús pioner dels rajos X per estudiar els cristalls.
Lonsdale es va convertir el 1945 en un dels dos primers membres femenins en la Royal Society, l'altra era la bioquímica Marjory Stephenson. L'any 1943, Kathleen va ser professora titular de química i cap del departament de cristal·lografia del University College de Londres. Simultàniament Lonsdale va exercir com a editora en cap de la revista International Tables for X-ray Crystallography i el 1949 va obtindre la plaça de catedràtica en cristal·lografia sent la primera dona en ocupar aquest lloc a la universitat ocupant el càrrec fins al 1968, any en què es va jubilar i va ser nomenada professora emèrita.
El 1956 va ser anomenada Dama comandant de l'Ordre de l'Imperi Britànic, per la seva feina com científica i el 1966 va ser la primera dona en ser elegida presidenta de la Unió Internacional de Cristal·lografia.
El 1967 es va publicar el primer estudi sobre la lonsdaleïta, un al·lòtrop del diamant trobat en un meteorit a Arizona, que va rebre el nom en honor seu.

## Pacifisme
Encara que va ser educada com a baptista, tant ella com el seu marit van adoptar el 1935 el credo quàquer, en ser tots dos pacifistes compromesos. Va estar un mes a la presó de Holloway durant la Segona Guerra Mundial per negar-se a registrar-se en les tasques de defensa civil, o pagar una multa per negar-se a registrar-se. Després d'haver estat a la presó es va proposar reformar-les, involucrant-se activament en els comitès que intentaven aquesta reforma.També després de les proves nuclears dels Estats Units, Gran Bretanya i la Unió Soviètica durant la guerra freda la van portar a escriure el llibre És possible la pau?, publicat el 1957.
En la reunió anual dels quàquers britànics el 1953, va dictar la conferència magistral sota el títol Removing the causes of war.

## Defunció
Va morir l'1 d'abril de 1971 d'un càncer anaplàsic d'origen desconegut.

## Obres (selecció)
- "The Structure of the Benzene Ring in Hexamethylbenzene," Proceedings of the Royal Society 123A: 494 (1929).
- "An X-Ray Analysis of the Structure of Hexachlorobenzene, Using the Fourier Method," Proceedings of the Royal Society 133A: 536 (1931).
- Simplified Structure Factor and Electron Density Formulae for the 230 Space Groups of Mathematical Crystallography, G. Bell & Sons, London, 1936.
- "Diamonds, Natural and Artificial," Nature 153: 669 (1944).
- "Divergent Beam X-ray Photography of Crystals," Philosophical Transactions of the Royal Society 240A: 219 (1947).
- Crystals and X-Rays, G. Bell & Sons, London, 1948.
- Removing the Causes of War, 1953.